# North Robinson, Ohio
North Robinson là một làng thuộc quận Crawford, tiểu bang Ohio, Hoa Kỳ. Năm 2010, dân số của làng này là 205 người.

## Dân số
- Dân số năm 2000: 211 người.
- Dân số năm 2010: 205 người.